# SecondCity
SecondCity (auch Second City oder Secondcity, * 28. Januar 1987 in Chicago; eigentlicher Name Rowan John Harrington) ist ein Deep-House-DJ und Produzent aus London.

## Biografie
SecondCity alias Rowan Harrington wurde in den Vereinigten Staaten geboren und zog mit seinen Eltern nach England, als er zwölf Jahre alt war. Dort besuchte er die Schule in East Grinstead bei London. Mit Anfang 20 begann er, nebenbei Musik zu machen, und mit Mitte 20 gab er seinen Beruf auf und betrieb die Musik professionell. Zuerst war er Teil des House-Duos Taiki & Nulight, bevor er unter verschiedenen Namen auch Solostücke veröffentlichte. Sein Künstlername Second City ist abgeleitet von einer Bezeichnung für seine Geburtsstadt Chicago, die lange die zweite (zweitgrößte) Stadt der USA war.
SecondCity wurde im Internet entdeckt. Nachdem er im Juni 2013 seine Debüt-EP The Story veröffentlicht und damit in die Deep-House-Top-Ten von Beatport gekommen war, wurden DJs wie Skream und Zane Lowe auf ihn aufmerksam und verbreiteten seine Musik. Daraufhin wurde sein Stück I Wanna Feel sowohl bei YouTube als auch auf seiner Soundcloud-Seite über 300.000 Mal aufgerufen. Am 25. Mai 2014 wurde das Lied dann von Ministry of Sound und Speakerbox als Single veröffentlicht und stieg sofort auf Platz eins der britischen Charts ein. Das Lied enthält die Zeile „I wanna feel your heart and soul inside of me“ aus You Makin' Me High von Toni Braxton (1996) als Sample. Der Musikstil von SecondCity ist eine Mischung aus Chicago House und UK Garage.

## Diskografie
EPs
- The Story EP (2013)
- Groove 'N' On EP (2014)[12]
- ILanga EP (mit George Smeddles, 2018)[13]

Lieder
- The Story (2013)
- I Wanna Feel (2014)
- I Enter (mit Tyler Rowe, 2014)
- What Can I Do (feat. Ali Love, 2014)
- Never Been In Love (mit Makree, 2018)[14]